# Microcebus simmonsi
Microcebus simmonsi — вид мышиных лемуров. Описан по образцам из заповедника Бетампона и национального парка Захамена на Мадагаскаре.
Видовой эпитет дан в честь доктора Ли Симмонса, бывшего директора зоопарка в городе Омаха, штат Небраска.
Этот вид является крупнейшим из мышиных лемуров с восточного побережья. Цвет шерсти от тёмно-красного до коричневато-оранжевого, на макушке кончики волос чёрные. На морде белое пятно, брюхо серое или белое.
Вид был описан совместно с двумя другими видами мышиных лемуров — Microcebus mittermeieri и Microcebus jollyae. Статья была опубликована в журнале International Journal of Primatology.